# Orgasme forcé (pratique)
 (juin 2025).

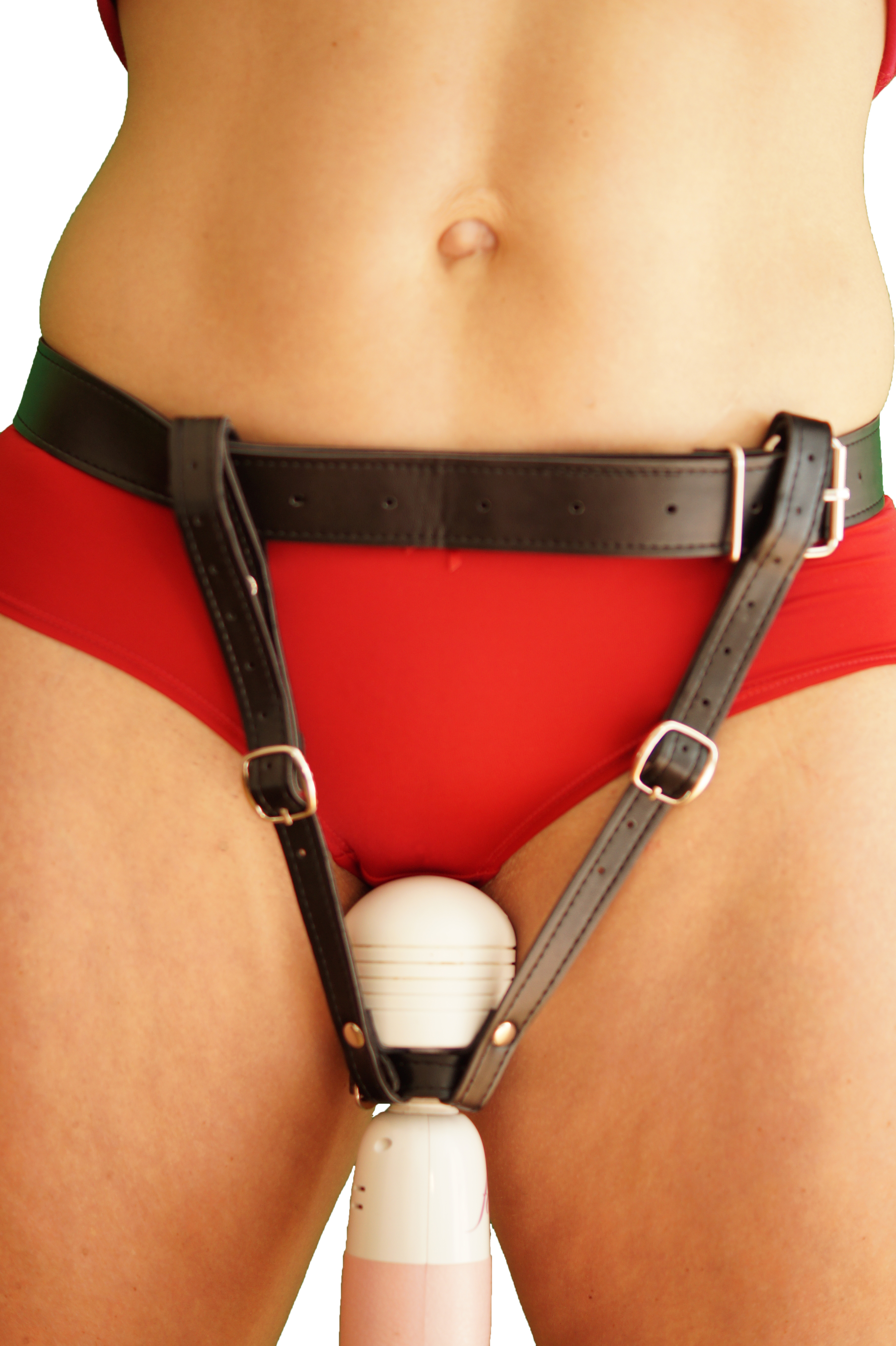
Un orgasme forcé peut être provoqué à l'aide d'une ceinture retenant un vibromasseur.

Un orgasme forcé est une pratique sexuelle consensuelle BDSM par laquelle une personne consent à être forcée à avoir un ou des orgasmes d'une manière qui échappe à son contrôle.

## Objectif
La personne poussée à avoir un orgasme involontaire peut être soumise à des contraintes physiques visant à l’empêcher de contrôler l’atteinte et l'intensité de l'orgasme, mais aussi dans le but d’augmenter le sentiment d'impuissance  que certaines personnes trouvent sexuellement excitante.

## Pratique
D’autres pratiques visant le contrôle de l’orgasme, tels que le déni d'orgasme, le edging ou les orgasmes ruinés, peuvent être jumelées à celle de l’orgasme forcé.
Le partenaire consentant à être contrôlé et ne pouvant ou ne devant pas empêcher la stimulation par le partenaire actif est stimulé sexuellement par ce dernier. Le partenaire actif stimule ses organes génitaux et autres zones érogènes jusqu’à ce que le partenaire lié atteigne l’orgasme. Plusieurs types de stimulations sexuelles peuvent être utilisés, comme la stimulation du clitoris, le doigtage, la branlette, la pénétration vaginale, la sodomie ou la sexualité orale. La stimulation peut aussi impliquer l'utilisation de jouets sexuels, tels qu'un vibromasseur, un plug anal ou un godemichet.

## Stimulation
Pour les hommes, la façon la plus courante d’atteindre l’orgasme est la stimulation sexuelle physique du pénis. Pour les femmes, il s’agit plutôt de la stimulation sexuelle directe du clitoris par une friction digitale, orale ou autre, constante et concentrée contre les parties externes du clitoris. Cependant, d’autres méthodes peuvent être utilisée et chaque homme et femme a ses préférences personnelles.